# Alexander von Bernus
Alexander Freiherr von Bernus (* 6. Februar 1880 in Aeschach bei Lindau; † 6. März 1965 auf Schloss Donaumünster in Donaumünster) war ein deutscher Schriftsteller und Alchemist bzw. Spagyriker.

## Leben

### Geburt, Kindheit, Jugend

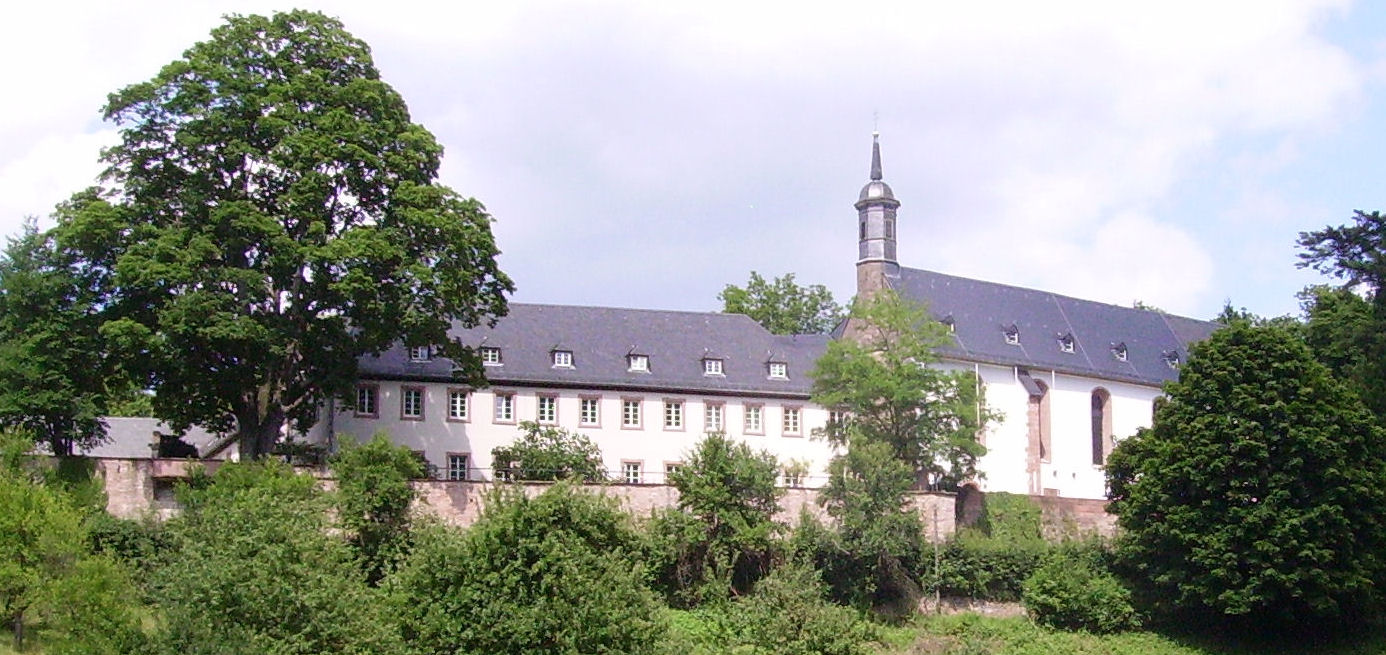
Stift Neuburg

Alexander von Bernus wurde als zweites Kind des bayerischen Majors August Grashey und dessen Ehefrau Johanna, geb. Freiin von Bernus, geboren. Der Bruder seiner Mutter, Friedrich Alexander Freiherr von Bernus (1838–1908), und dessen Ehefrau Helene, geb. du Fay, waren kinderlos geblieben und adoptierten den Neffen bereits als Säugling.
Kurz nach der Geburt und Adoption Alexanders zog die Familie von Bernus für vier Jahre nach Manchester, um anschließend von 1884 bis 1886 ihren Wohnsitz in Ziegelhausen zu nehmen. 1886 erfolgte der Umzug in das durch Erbschaft in den Besitz der Familie Friedrich Alexander Freiherr von Bernus gelangte Stift Neuburg. Dort erhielt Alexander Hausunterricht. Ein achtjähriger Gymnasiumsbesuch in Heidelberg und Speyer schloss sich an, bis er von 1898 bis 1902 als Fahnenjunker und später als Leutnant im badischen Leibdragonerregiment in Karlsruhe seinen Militärdienst absolvierte.

### Weiterer Lebensweg
Im März 1902 heiratete Alexander von Bernus die Schriftstellerin Adelheid von Sybel. Am 21. November 1903 kam das erste Kind Alexander Walter („Alwar“) zur Welt. Von 1902 bis 1907 studierte er in München Literaturgeschichte und Philosophie, von 1912 bis 1916 zudem noch Medizin und Chemie. Bereits 1902 veröffentlichte Bernus gemeinsam mit Stefan Zweig erste Gedichte, 1903 folgte sein erster Gedichtband Aus Rauch und Raum (erschienen bei Schuster und Löffler in Berlin). Von 1902 bis 1907 fungierte er außerdem als Herausgeber der Vierteljahresschrift Die Freistatt. Bei Ricarda Huch lernte Bernus, der von 1903 bis 1909 im Haus Nr. 31 der Ainmillerstraße wohnte, 1905 Karl Wolfskehl kennen, mit dem er bis zu dessen Exil und Tod in Neuseeland eng verbunden blieb, und dessen bibliophile Expertise ihm zu Beginn seiner eigenen Büchersammlung wesentliche Anregungen gab.
Von 1907 bis 1912 unterhielt Bernus im Haus Nr. 32 der Ainmillerstraße ein eigenes kleines Theater, die Schwabinger Schattenspiele. Zwischen 1916 und 1920 gab er die philosophisch-anthroposophische Zeitschrift Das Reich heraus. Als er 1908 nach dem Tod seines Adoptivvaters Friedrich Alexander von Bernus das Stift Neuburg erbte, wo er große Teile seiner Kindheit verbracht hatte, betrieb er die „Schwabinger Schattenspiele“ nach seinem Umzug ins Stift Neuburg dort noch zwei Jahre weiter.
Am 12. August 1912 verunglückte sein Sohn Alexander Walter „Alwar“ beim Spiel in der Schlosskapelle von Kloster Neuburg tödlich. Im gleichen Jahr ließ er sich von seiner Ehefrau scheiden und heiratete die baltische Künstlerin Imogen von Glasenapp. 1913 wurde seine Tochter Ursula Pia von Bernus geboren, die später als „Schwarzmagierin“ Medienruhm erlangte und postum auch als unmittelbare Nachbarin von Armin Meiwes, dem „Kannibalen von Rotenburg“, bekannt wurde. Zu den Freunden des Ehepaares gehörte Hans-Hasso von Veltheim.
Von 1914 bis 1921 arbeitete Bernus mit Conrad Johann Glückselig (1864–1934) an der Entwicklung spagyrischer Arzneimittel. Nach dem Ersten Weltkrieg erfolgte am 1. Juli 1921 die Gründung des alchymistisch-spagyrischen „Laboratoriums Soluna“ auf Stift Neuburg. Am 1. September 1926 verkaufte Bernus das Stift an die Benediktiner-Abtei Beuron und verlegte im Frühjahr 1927 das Laboratorium zusammen mit seinem Wohnsitz nach Stuttgart. 

1929 trennte Bernus sich von seiner zweiten Ehefrau und lernte seine spätere dritte Ehefrau, die Schauspielerin Isolde Oberländer, genannt Isa (1898–2001), kennen. Bereits 1921 hatte er das kleine Barockschloss Donaumünster bei Donauwörth erworben, das er bis 1943 in den Sommermonaten bewohnte. In der Nacht vom 7. auf den 8. Oktober 1943 wurden seine beiden Häuser in Stuttgart (Wohnung und Labor) durch den ersten Bombenangriff auf die Stadt vollkommen zerstört. Bereits im Frühling 1939 hatte Bernus eine Zweigniederlassung auf seiner Besitzung Schloss Donaumünster eingerichtet, sodass das Unternehmen, ohne eine Unterbrechung zu erfahren, in Donaumünster weitergeführt werden konnte, wo es sich seitdem befindet. Auch privat zog er sich in der Folge mit seiner Gattin und Muse Isa und seiner 1933 geborenen Tochter Marina dorthin zurück. 

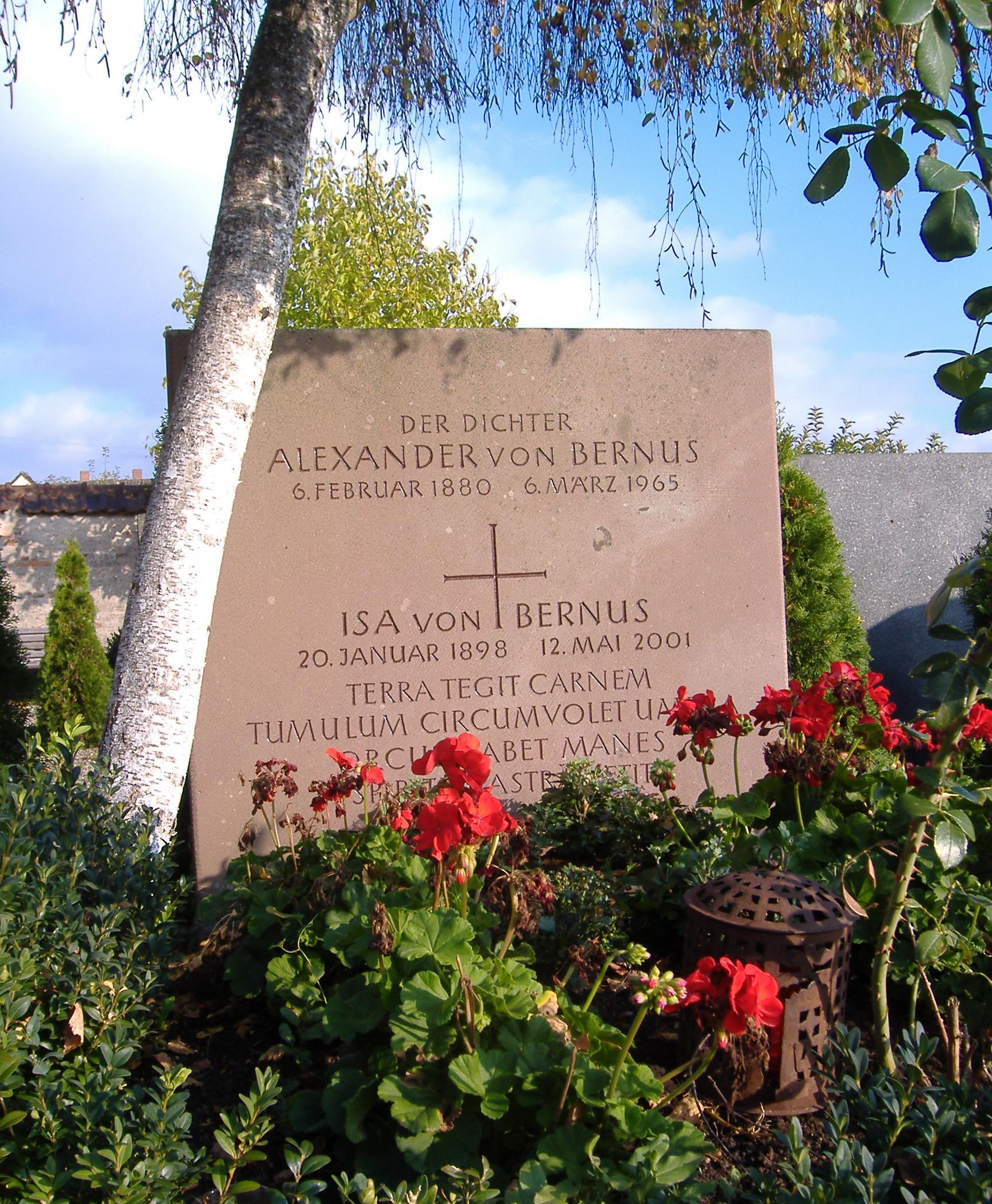
Grabstätte Städtischer Friedhof Donauwörth

 Marina von Bernus heiratete 1957 Peter Harry Fuld (1921–1962), Sohn und Erbe von Harry Fuld (1879–1932), dem Gründer der heutigen Tenovis. Die Ehe wurde am 27. Juli 1961 geschieden. Marina von Bernus zog daraufhin nach Kanada.
Da Bernus zeitweise in England aufgewachsen war, übertrug er viel englische Lyrik ins Deutsche. Sein eigenes lyrisches Gesamtwerk umfasst etwa 1.000 Gedichte. Des Weiteren schuf er Versspiele und auch Kurzprosa. Seine Lebenserinnerungen Wachsen am Wunder blieben unvollendet.
1954 trat Bernus dem PEN-Club bei. Seit 1950 war er Mitglied der Deutschen Akademie für Sprache und Dichtung.
Sein Dokumentennachlass und der Teil seiner umfangreichen Bibliothek, der die Alchemie betrifft, befinden sich heute in der Badischen Landesbibliothek in Karlsruhe.

## Einschneidendes und Prägendes
Bernus entdeckte als Gymnasiast die Romantiker, die ihn stark inspirierten. Die wichtigsten ihrer Werke waren für ihn Brentanos Godwi oder Das steinerne Bild der Mutter, Arnims Isabella von Ägypten, Arnims und Brentanos Des Knaben Wunderhorn und besonders Eichendorffs Dichter und ihre Gesellen.
Wichtig wurden ihm seine Sommeraufenthalte bei der Großmutter, während derer sich seine besondere Liebe zur Natur entwickelte.
Bedeutend war für ihn als Sechzehnjähriger zu erfahren, dass sein „Onkel“ August Grashey und seine „Tante“ Johanna seine leiblichen Eltern sind. Hierdurch erfuhr er, dass er mit Goethe verwandt war.
Dass er schon früh in einen erlauchten literarischen Zirkel aufgenommen wurde, förderte seine Entwicklung als Dichter ebenso wie Freundschaften u. a. mit Karl Wolfskehl, Stefan Zweig, Frank Wedekind, Rainer Maria Rilke, Thomas Mann, Hermann Hesse, Joachim Lutz, dem Verleger Erich Lichtenstein und Stefan George, der mehrfach auf Stift Neuburg zu Gast weilte, wo er auch an spiritistischen Sitzungen teilnahm.
Der Grundstein für die meisten dieser Kontakte wurde während Bernus’ Studium in München gelegt.
Von 1908 bis 1926 besuchte ihn sein Freundeskreis regelmäßig im Sommer im Stift Neuburg. Er beschreibt diese Zeit als das Geschenk einer wunderbaren geistigen Geselligkeit.
Nach dem Tod seines Sohnes im Jahre 1912 widmete er sich okkulten und alchemistischen Studien.
Bernus war um 1911 der Deutschen Sektion der Theosophischen Gesellschaft, einem Ableger der Adyar-TG beigetreten und folgte, ohne Mitglied zu sein, nach 1913 der Anthroposophischen Gesellschaft, d. h., er wollte die übersinnliche Welt erforschen. In seiner Zeitschrift Das Reich schrieben u. a. Alfred Kubin, Rudolf Steiner und Else Lasker-Schüler. Steiner war im Hause Bernus gern zu Gast. Der Kulturwissenschaftler Günther Däss war ein Schüler von Bernus, der von diesem unter anderem zur Auseinandersetzung mit Rilke angeregt wurde.

## Werke (Auswahl)
Bernus hat 450 Werke verfasst, unter ihnen Dramen, Novellen, Schattenspiele, Mysterienspiele, 20 Gedichtbände, weitere Prosatexte sowie das alchemistische Werk Alchymie und Heilkunst. In seinem Laboratorium entwickelte er 30 spagyrische Heilmittel aus Pflanzen, Metallen und Mineralien. Mit ihnen und seinen Forschungsergebnissen versuchte er, im 20. Jahrhundert zu beweisen, dass Alchemie mehr ist als mittelalterlicher Aberglaube.
- Das schwarze Bilderbuch. Reprint der Ausgabe 1911, bearbeitet und mit einem Nachwort versehen von Monika Schlösser. Agora, Darmstadt 1978, ISBN 3-87008-081-7
- Stift Neuburg, Gedichtfolge mit zehn Holzschnitten von Joachim Lutz, Gengenbach & Hahn – Verlag Mannheim
- Novellen. Schlosslegende und andere ungewöhnliche Begebenheiten. Hans Carl, Nürnberg 1949/1984
- Wachsen am Wunder. Heidelberger Kindheit und Jugend. HVA, Heidelberg 1984
- Alchymie und Heilkunst. Erweiterte Neuausgabe, hg. von Marino Lazzeroni und Irmhild Mäurer. Verlag am Goetheanum, Dornach 1994, ISBN 3-7235-0757-3
- Aus Welt und Überwelt. Gedichte, hg. von Isa von Bernus und Irmhild Mäurer. Verlag am Goetheanum, Dornach 1995, ISBN 3-7235-0899-5
- Die Blumen des Magiers. Nachtstücke und Phantasien. Urachhaus (Rosen-Bibliothek 13), Stuttgart 2002, ISBN 3-8251-7711-4
- Das Geheimnis der Adepten. Aufschlüsse über das Magisterium der Alchymie, die Bereitung der großen Arkana und den Weg zum Lapis Philosophorum. Wolfgang Roller, Langen 2003, ISBN 3-923620-15-2
- Alt-Kräuterbüchlein. Von der Kraft und Wirkung der Kräuter. Verlag Eugen Salzer, Heilbronn 1935
- Allerseelen. Erzählung. Vorwort von Sebastian Paquet. Kessler-Verlag, Mannheim 1952
- Goldmachen. „Wahre alchymistische Begebenheiten“, Verlag Eugen Salzer, Heilbronn 1936

Übersetzungen
- William Blake: Gedichte. Übertragen von Alexander von Bernus und Walter Schmiele. Verlag Lambert Schneider, Heidelberg 1958
- Dante Gabriel Rossetti: Gedichte und Balladen. Übertragen von Alexander von Bernus und Stefan George. – Christina Rossetti: Ausgewählte Gedichte. Übertragen von Wolfgang Breitwieser. Verlag Lambert Schneider, Heidelberg 1960